# Médecine traditionnelle vietnamienne

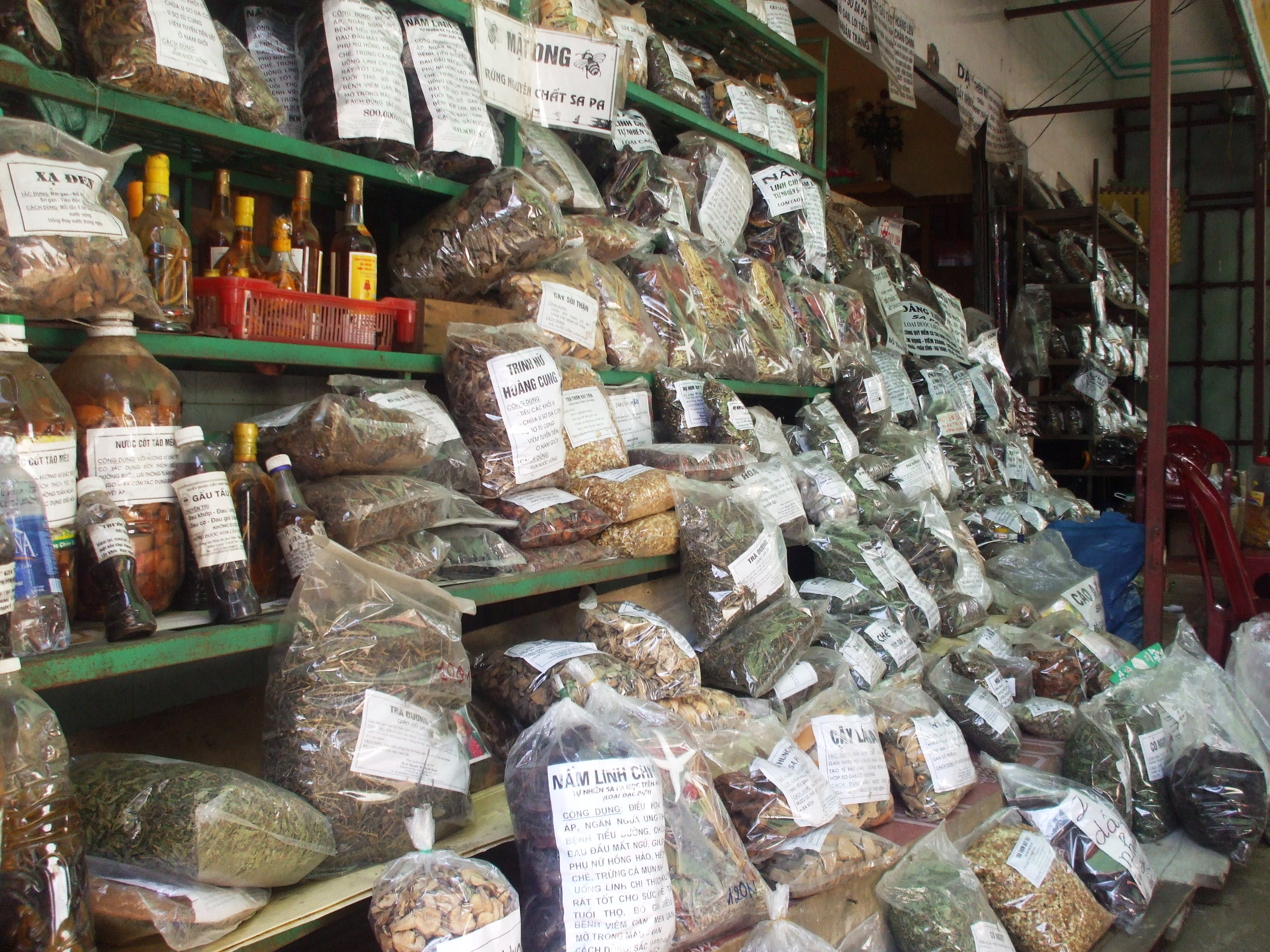
Magasin spécialisé en Thuốc Nam

La médecine traditionnelle vietnamienne (Y học Cổ truyền Việt Nam), également connue sous le nom de « herboristerie du sud » (Thuốc Nam), est une médecine traditionnelle pratiquée par les habitants du Viêt Nam, inspirée de la médecine traditionnelle chinoise,. Thuốc Nam est l'un des moyens de soin traditionnels au Viêt Nam, l'autre étant dưỡng sinh, une sorte de yoga,.

## Principes
La médecine traditionnelle vietnamienne diffère de la médecine traditionnelle chinoise en cela qu'elle se base entièrement sur des ingrédients locaux utilisés frais ou simplement séchés. Elle n'utilise pas de décoctions complexes comme on peut en voir dans la pratique chinoise.
Des herbes communes ou des légumes y sont parfois employés comme Persicaria odorata, Elsholtzia ciliata, Glebionis coronaria et Ipomoea aquatica. Cette médecine se sert également de fleurs comme Magnolia champaca ou Jasminum sambac, qui sont utilisées pour leurs propriétés pharmacologiques. De manière plus rare, des produits animaliers comme les vers à soie (Bombyx mori) sont utilisés.
En plus des préparations à ingérer, la médecine traditionnelle vietnamienne se présente aussi sous forme de pommades et de cataplasmes. Certaines thérapies sont basées sur la vapeur (xông hơi).
L'enseignement de la médecine traditionnelle vietnamienne repose sur le bouddhisme, le taoïsme et le confucianisme. Les vertus morales de l'apprenti médecin revêtent une grande importance. L'apprenti étudie donc les sciences mais aussi les arts.

## Textes
Divers compendiums et traités ont été écrits sur le sujet la médecine traditionnelle vietnamienne. On peut citer Nam dược thần hiệu, en 11 volumes, écrit au XIVe siècle par le médecin Tuệ Tĩnh et Hải Thượng y tông tâm lĩnh, écrit au XVIIIe siècle par le médecin Hải Thượng Lãng Ông. Parmi les autres textes datant d'avant le XXe siècle, il y a également Nam dược chỉ danh truyền et Tiểu nhi khoa diễn Quốc âm.

## Applications
Thuốc Nam est utilisée en cas de toux ou de fièvre. Plusieurs prescriptions en cas de variole ont été référencées dans les textes historiques.